# Catedral de la Trinidad de Pskov
La catedral de la Trinidad (en ruso: Свято-Троицкий кафедральный собор / Svjato-Troickij kafedral'nyj sobor) es un edificio religioso ortodoxo de la eparquía de Pskov. Es parte del conjunto del krom de Pskov del cual es el edificio principal. La catedral actual, finalizada en 1699, es la cuarta erigida en el mismo sitio que tres iglesias anteriores.
La primera iglesia, construida en el siglo X, a petición de la regente Olga de Kiev, estaba hecha de madera y existió hasta la primera mitad del siglo XII, cuando fue destruida en un incendio.
La segunda iglesia fue construida en piedra en 1138, según la tradición de la Iglesia por Vsevolod de Pskov, príncipe de Novgorod (pero según las investigaciones de Nikolai Voronin, Pavel Rappoport, Iouri Spegalsky, lo habría sido a finales de la década de 1180, comienzos de la de 1190). La ciudad fue colocada bajo la dvocación de la Trinidad y la catedral simbolizaba toda la tierra de Pskov. Al pie de la Trinidad fueron enterrados los defensores de la ciudad y bajo su enlosado los estadistas más ilustres. En 1363, el santuario se derrumbó, víctima de la carga excesiva que la cúpula y el tambor ejercían sobre las bóvedas. Según Vera Traimond, no es imposible que la Santísima Trinidad elevada a principios del siglo XII fuera obra del maestro Pierre. La apariencia inicial de ese segundo edificio permanece en el ámbito de la hipótesis. Nikolai Voronin lo imagina como una mezcla de la iglesia de la Transfiguración en Polotsk, que data de 1125, y de la iglesia de San Miguel Arcángel en Smolensk, que data de 1180 a 1197.
Un tercer edificio fue reconstruido en 1365. Ya era un edificio imponente (según los dibujos que datan del siglo XVII), todo en altura. Su rica decoración le daba un refinamiento que contrastaba con la severidad de los edificios del arte pskoviano. En 1609, durante un grave incendio que asoló la ciudad, toda la catedral fue destruida a excepción del entierro del príncipe Dovmont de Pskov y de las reliquias del príncipe Vsevolod de Pskov. La catedral fue restaurada.
El cuarto edificio fue construido a partir de 1682 en el mismo emplazamiento. En 1699 se completó esa cuarta reconstrucción, y es la que hoy se conserva.

## Primeros edificios

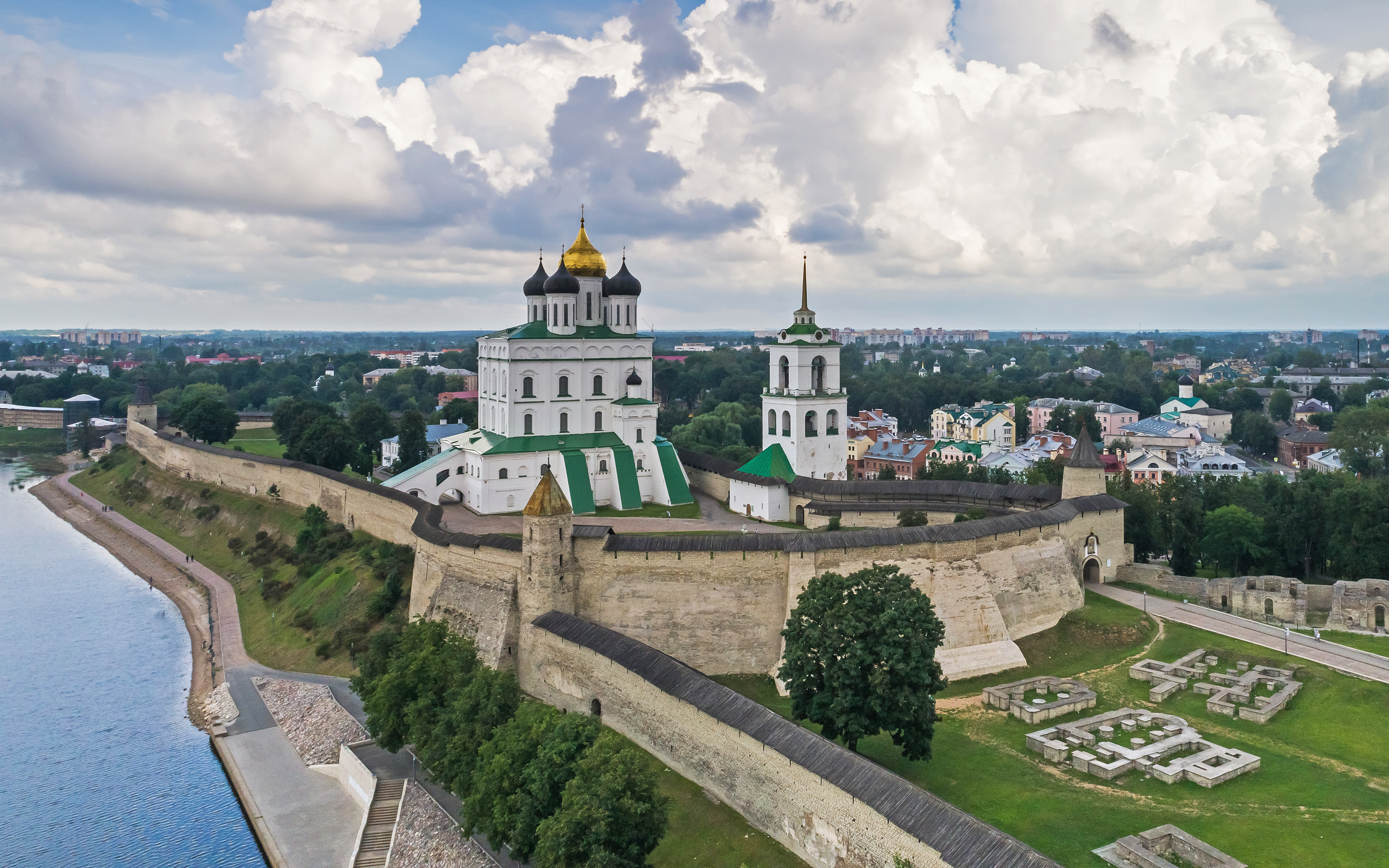
Vista de la catedral en el krom de Pskov

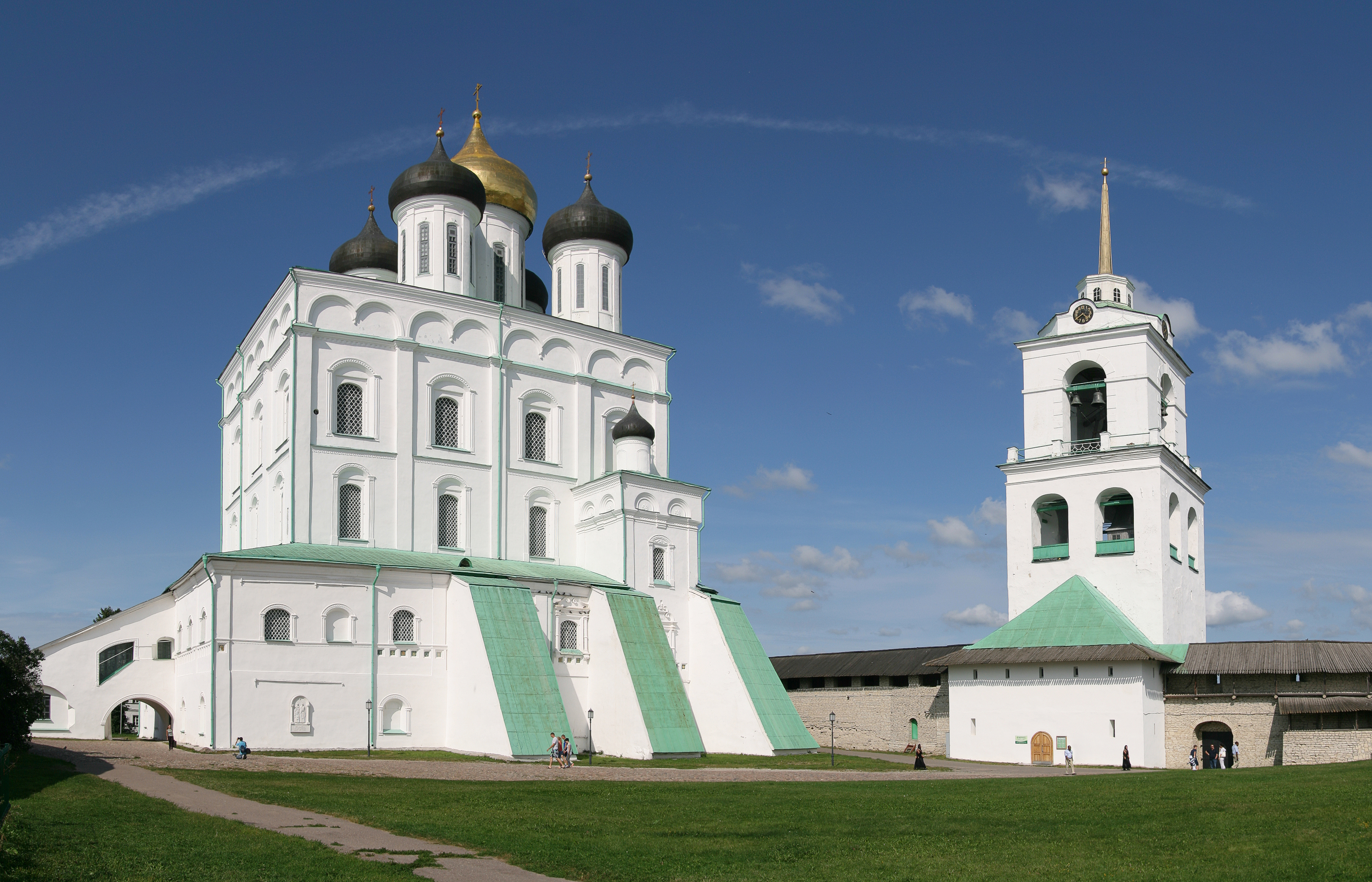
Pskov: kremlin y catedral

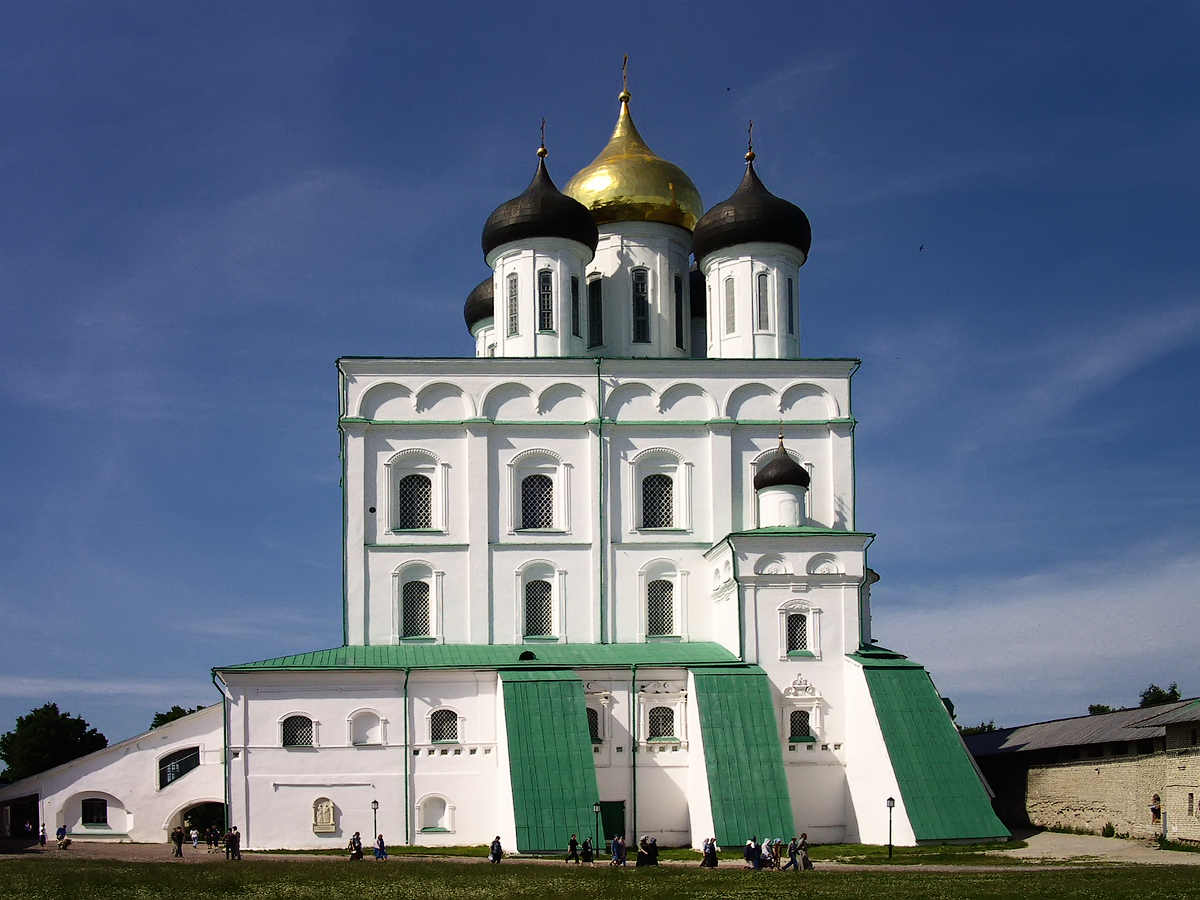
Vista frontal de la catedral

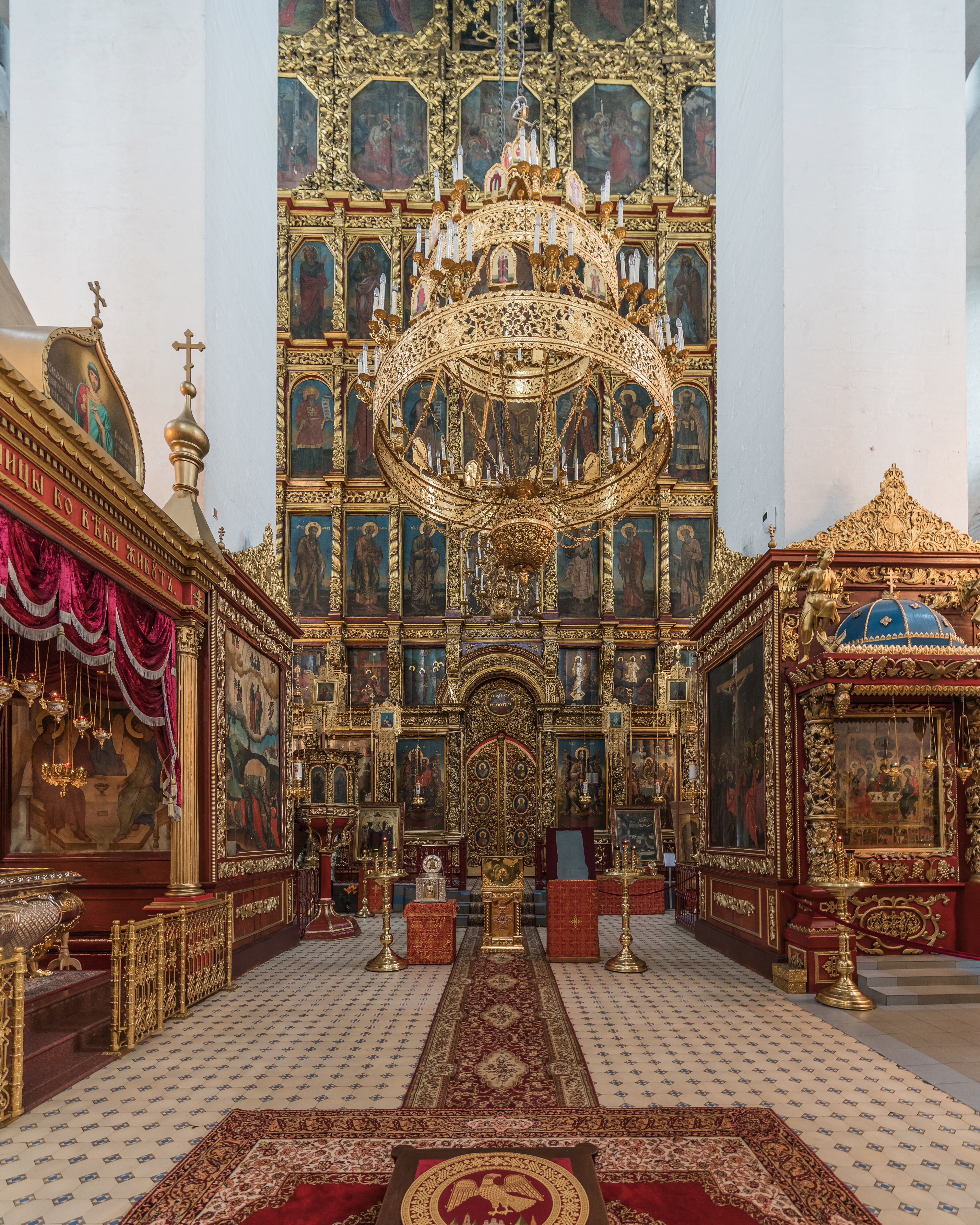
Interior de la catedral con el iconostasio

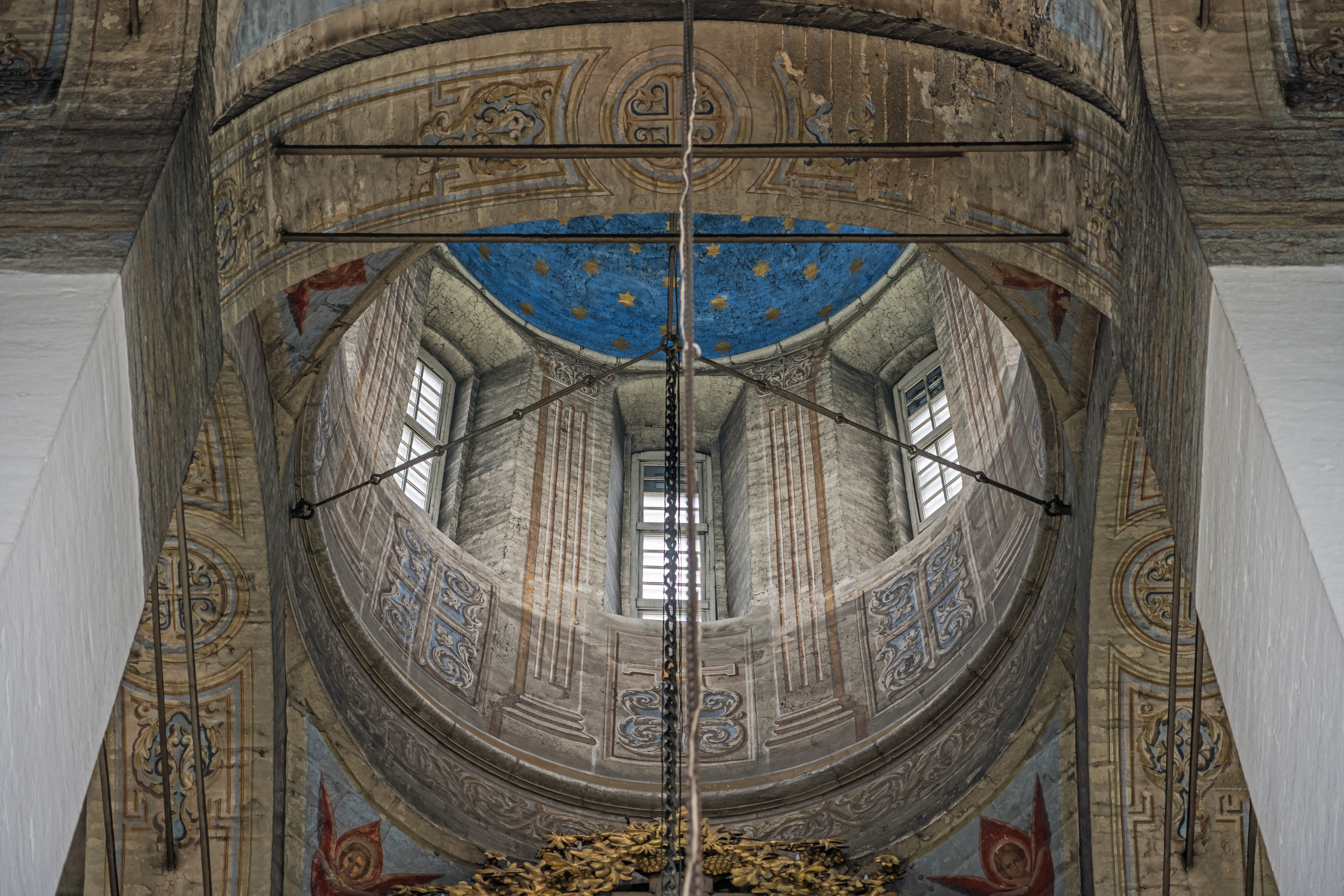
Bóveda interior

La formación de la ciudad de Pskov comenzó a principios del siglo X, en la confluencia de los ríos Pskova y Velíkaya. El sitio de la iglesia que se convertiría en el centro de la ciudad fue elegido por Olga de Kiev, cuando visitó la tierra de Pskov en 957. La crónica quiere que estando en la orilla del río, tuvo una visión que le mostró tres rayos de luz apuntando hacia un lugar y por eso decidió construir en él una iglesia de madera y dedicarla a la Trinidad. Esto parece improbable ya que la conversión de Olga fue personal, y la conversión de la Tierra de la Rus no ocurrió hasta 988, casi dos décadas después de su muerte. Por eso parece más probable que la primera iglesia datase del tiempo de la cristianización o de poco después.
La primera catedral construida en madera ardió en un incendio. La segunda, ya construida en piedra, lo fue según la tradición en 1138, supuestamente a instancias del príncipe Vsevolod Mstislavich —que había muerto el año anterior—, pero que según Nikolai Voronin y otros autores, lo habría sido entre 1180 y 1190. Serían constructores llegados de Smolensk los que habrían participado en la construcción en el siglo XII ya que no existía todavía de una escuela de arquitectura en ese momento en Pskov. En 1242, antes de la batalla del lago Peipus, en esa catedral habría rezado por la victoria Alexander Nevsky junto con los pskovsianos. Alexander derrotó a los invasores alemanes en el lago Peipus el 5 de abril . El hermano de Alexander Nevsky, el futuro príncipe de la ciudad de Vladimir, Yaroslav III de Vladimir, también habría rezado en la catedral. El príncipe lituano Dovmont de Pskov fue bautizado en la catedral y tomó allí como nombre bautismal Tymopheus. A menudo rezaba en la catedral antes de las batallas, para obtener la victoria de los ejércitos pskovianos y, después de las victorias, para dar gracias a Dios.
En 1365, después del colapso de las bóvedas, el edificio fue reconstruido en piedra caliza de la región. Como recoge la primera crónica de Novgorod, el arzobispo Aleksei de Novgorod (r. 1359-1388) bendijo la reconstrucción de una iglesia de piedra sobre los cimientos de la iglesia original de la Trinidad; las obras, completadas en 1367 se hicieron bajo la dirección del maestro Kirill (que parece haber muerto en la peste de 1390). El edificio estaba dedicado a la liberación de Pskov del dominio de la república de Novgorod en 1348. La iglesia fue construida con dos capillas y tres cúpulas. Los muros estaban pintadas con frescos. Las técnicas utilizadas seguían siendo en gran medida las de la arquitectura de madera. El arquitecto trató lo más posible de ignorar las tradiciones de Novgorod que veía a su alrededor, ya que el objetivo era mostrar que la ciudad de Pskov se había liberado de esa impronta y se había vuelto libre e independiente. Esa iglesia sufrió graves daños en un incendio en 1609 y el interior fue renovado más adelante.
En 1609, un incendio que devastó toda la ciudad también arrasó esa iglesia, con la excepción de la tumba del príncipe Dovmont de Pskov (bautizado Timopheus) y las reliquias del príncipe Vsevolod de Pskov (bautizado Gabriel).

## Historia de la construcción
La construcción de la catedral actual, la cuarta del nombre en el mismo lugar, comenzó en 1682 y se extendió a lo largo de 17 años, terminándose a finales de siglo, en 1699, cuando fue consagrado. La base de la construcción es la misma que la precedente, pero la altura fue aumentada significativamente, ya que alcanza los 78 metros. El maestro de obras respetó la tradición arquitectónica moscovita del siglo XVII, en particular la de grandes superficies cuadrangulares sostenidas por seis pilares y coronada por cinco cúpulas que simbolizan a Jesucristo y los cuatro evangelistas. A finales del siglo XVIII, debido a la aparición de grietas, se agregaron galerías laterales cerradas que actúan contrafuertes para reforzar todo el edificio. Desde 1894-1895, el aspecto de la catedral cambió cuando las fachadas fueron revestidas.
En el período soviético, la catedral fue parte del movimiento cismático de la Iglesia Viviente en la década de 1920 antes de su cierre en la década de 1930, momento en el que se convirtió en un museo.  Fue reabierta como iglesia durante la ocupación nazi.  Permaneció abierto después de la guerra.

## Planificación del volumen
Seis sólidos pilares, sobre los que descansan los arcos, sostienen la catedral. Dos capillas anexas y una galería cubierta se unen en el nártex. El nivel inferior está dedicado a Serafín de Sarov, cuya tumba está detrás del altar. Actualmente, cuatro capillas están abiertas al culto: encima, las de la Trinidad, de Kazán y de Alexander Nevsky; y, debajo, la de Serafín. El iconostasio de la capilla de Serafín fue creado por el pintor archimandrita Théodore Zinon en 1988. Una gran escalera conduce al primer piso.

## Significación administrativa

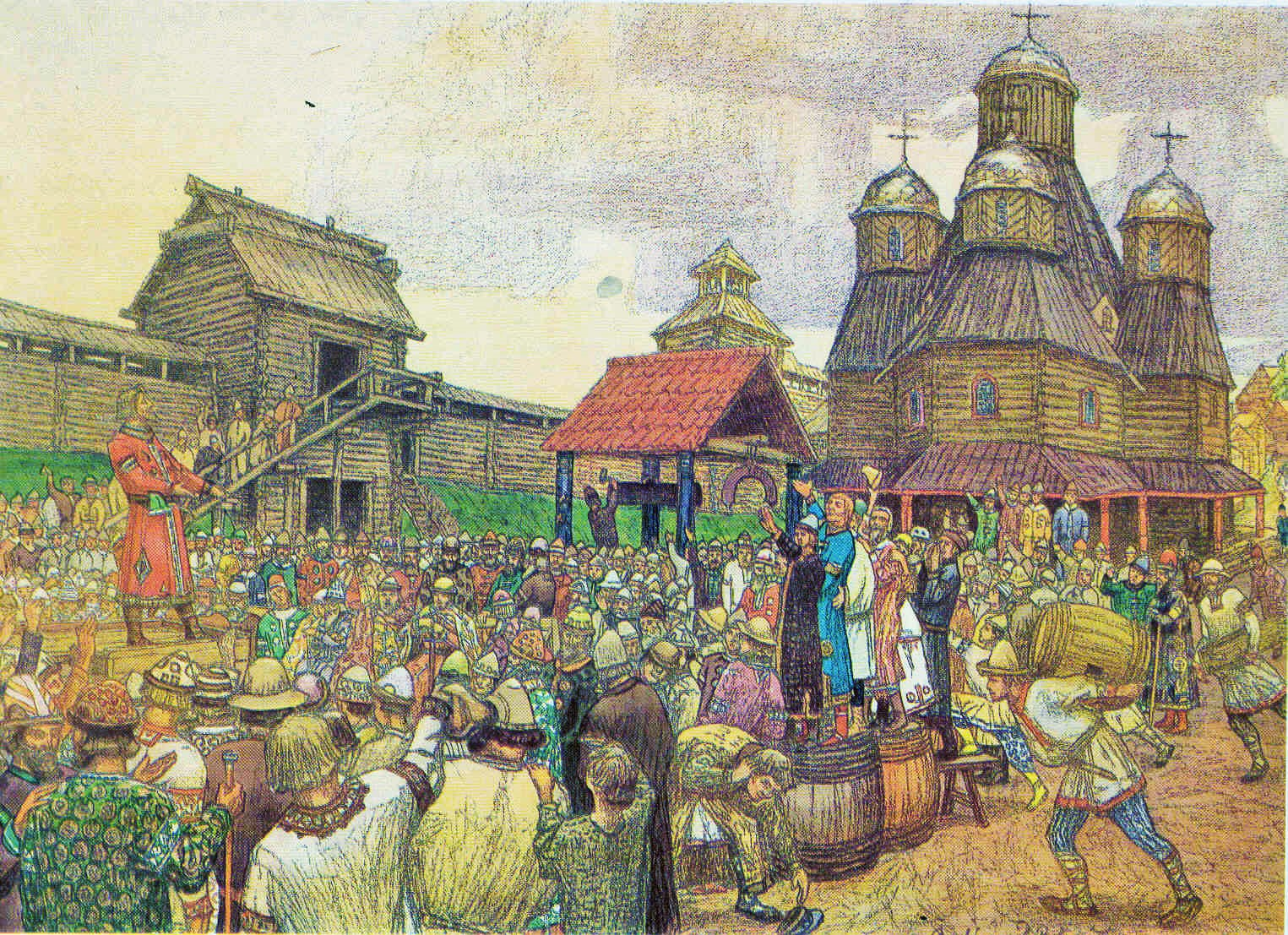
Recreación de la veche de Pskov, obra de 1908-1909 de Víktor Vasnetsov. La catedral representada correspondería con una antigua iglesia de madera.

En la Edad Media, el emplazamiento frente a la catedral estaba destinada a la celebración de la veche, el centro de la vida política y social de Pskov, donde eran elegidos los alcaldes y príncipes de la ciudad. En el altar de la catedral se conservó la espada de Dovmont de Pskov (actualmente está expuesta en el museo). Esa espada era dada como una suerte bendición a los príncipes que accedían al trono.
Los principados rusos firmaban los tratados de alianza y cooperación entre ellos en nombre de la Santísima Trinidad, y sus copias se guardaban en la catedral después de que se intercambiaron los «juramentos sobre la cruz». En la cripta de la catedral es donde están enterrados los príncipes y los servidores del culto, y más tarde, los obispos de la ciudad. Es ahí donde está enterrado el loco por Crisot Nicolas Salos que salvó la ciudad en 1570 de la expedición punitiva de Iván el Terrible. En la catedral se guardaban el Tesoro público, las crónicas y los archivos.
En 1935 se clausuró el edificio y en él se instaló un museo antirreligioso. La restauración de la catedral se llevó a cabo durante el tiempo de la ocupación alemana y no ha cesado desde entonces.

## Iconos y reliquias
- Las reliquias del beato príncipe Vsevolod de Pskov y las de Dovmont de Pskov, las del beato Nicolás Salos; las del Higoumène Joasaph fundador del monasterio de Snetogorski.
- Una parte de la Intercesión de la Virgen, llevada en 2012 a la catedral.
- Ícono milagroso de la «Santísima Trinidad», de finales del siglo XVI y principios del siglo XVII. En el centro del ícono se representa la filoxenía de Abraham con el episodio de los tres ángeles que simbolizan la Trinidad. En los kleimos se desarrollan otros temas.
- Íconos milagrosos de Nuestra Señora: el de la Intercesión de Pskov y el de Tchirskaia del siglo XVI.
- Icono del santo mártir Pantaleón de Nicomedia, de los siglos XVII-XVIII.
- Icono de la santa princesa Olga de Kiev, pintado por el archimandrita Alipy en el siglo XX, pintor del monasterio de las Cuevas de Pskov.

## Galería de imágenes

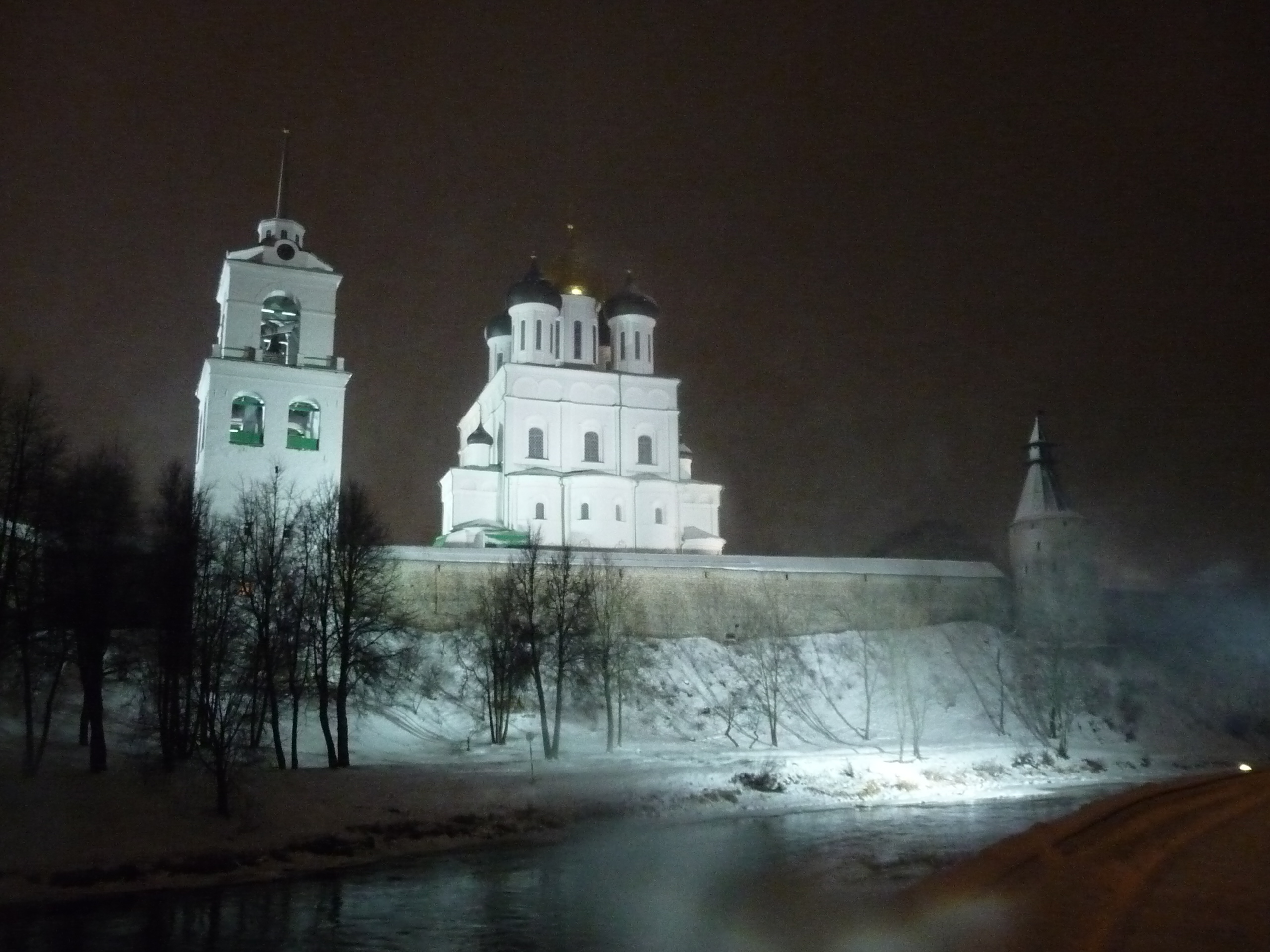
La catedral de noche
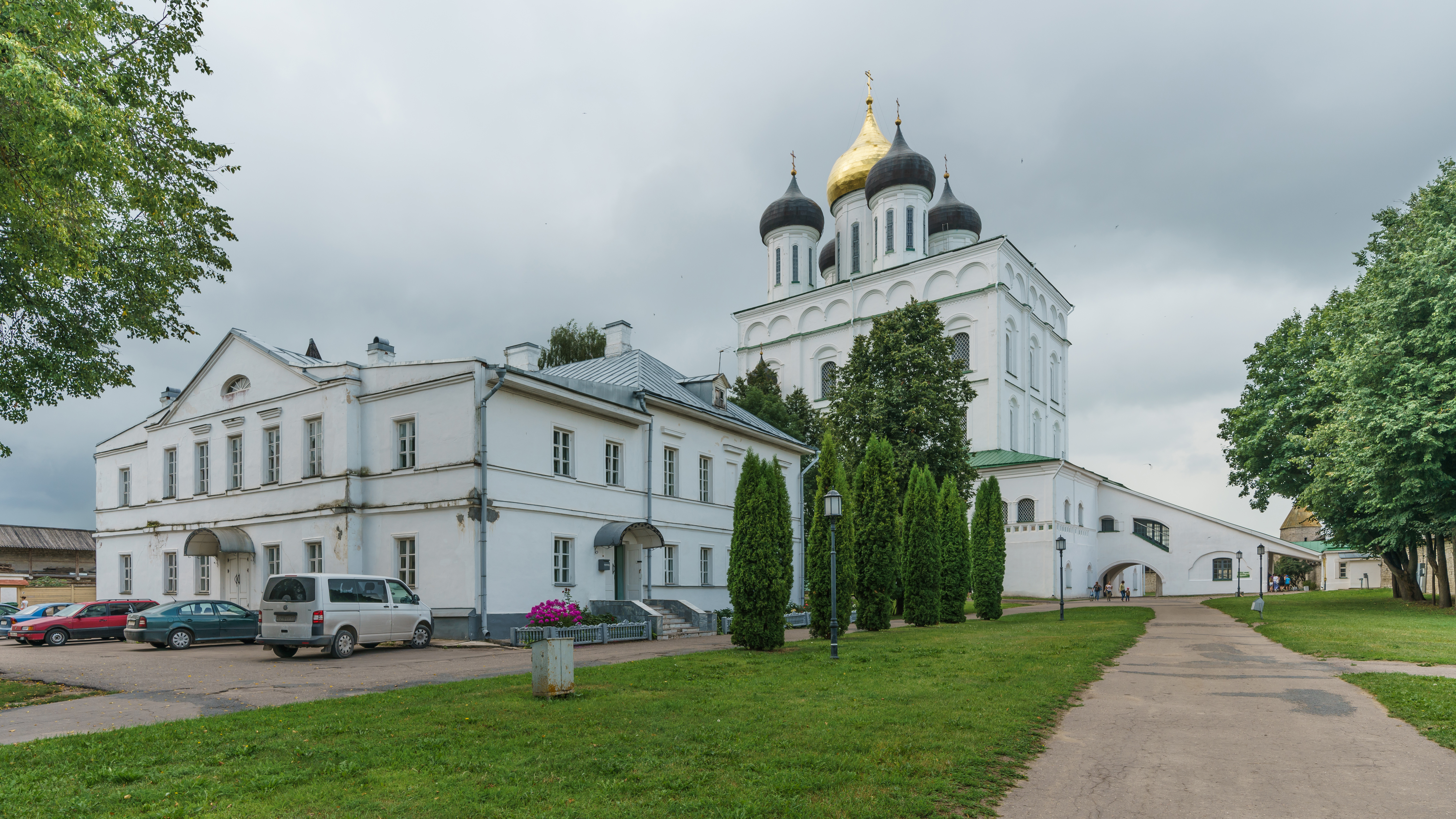
Vista desde el krom de Pskov
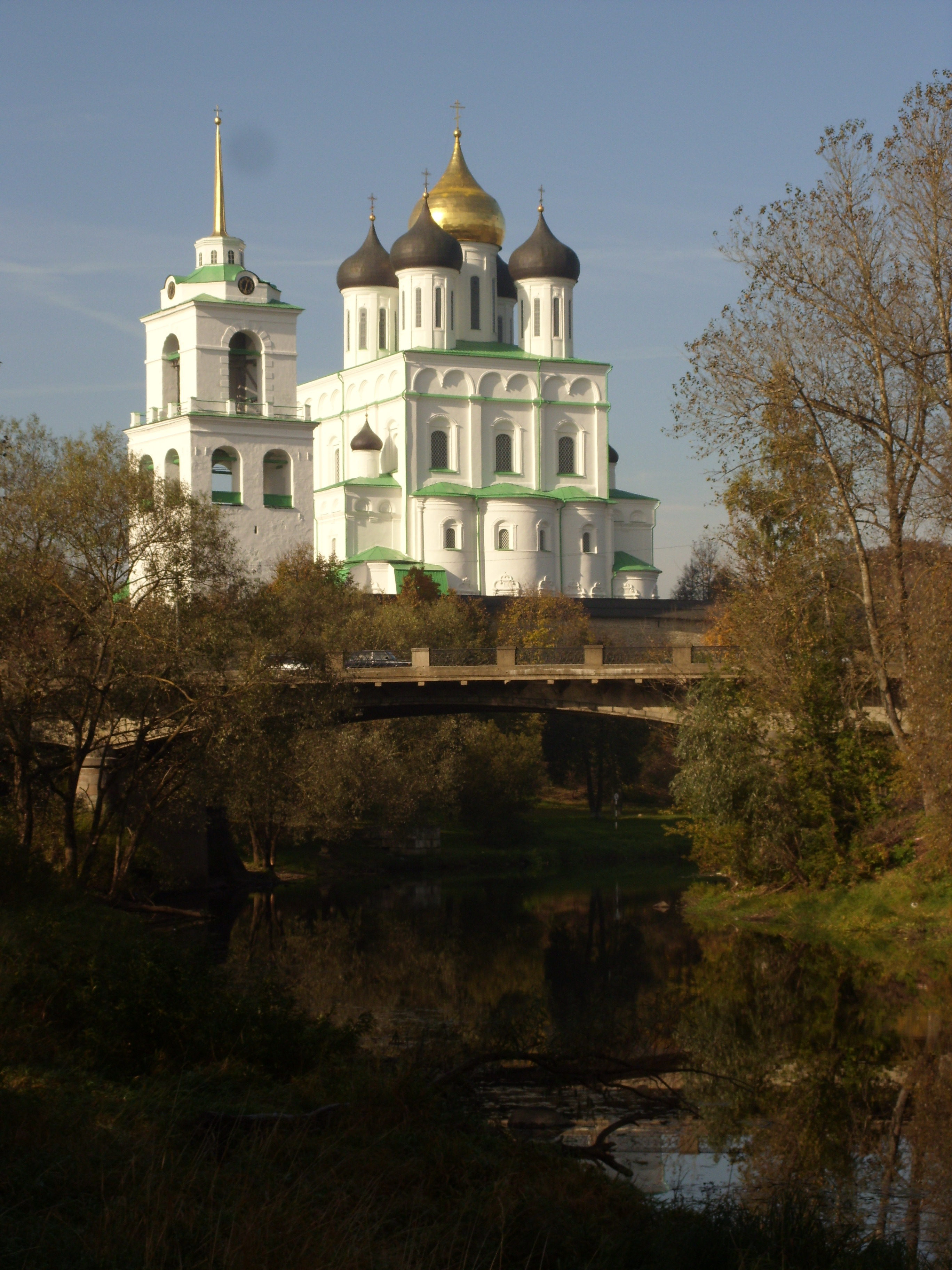
Vista desde Pskov
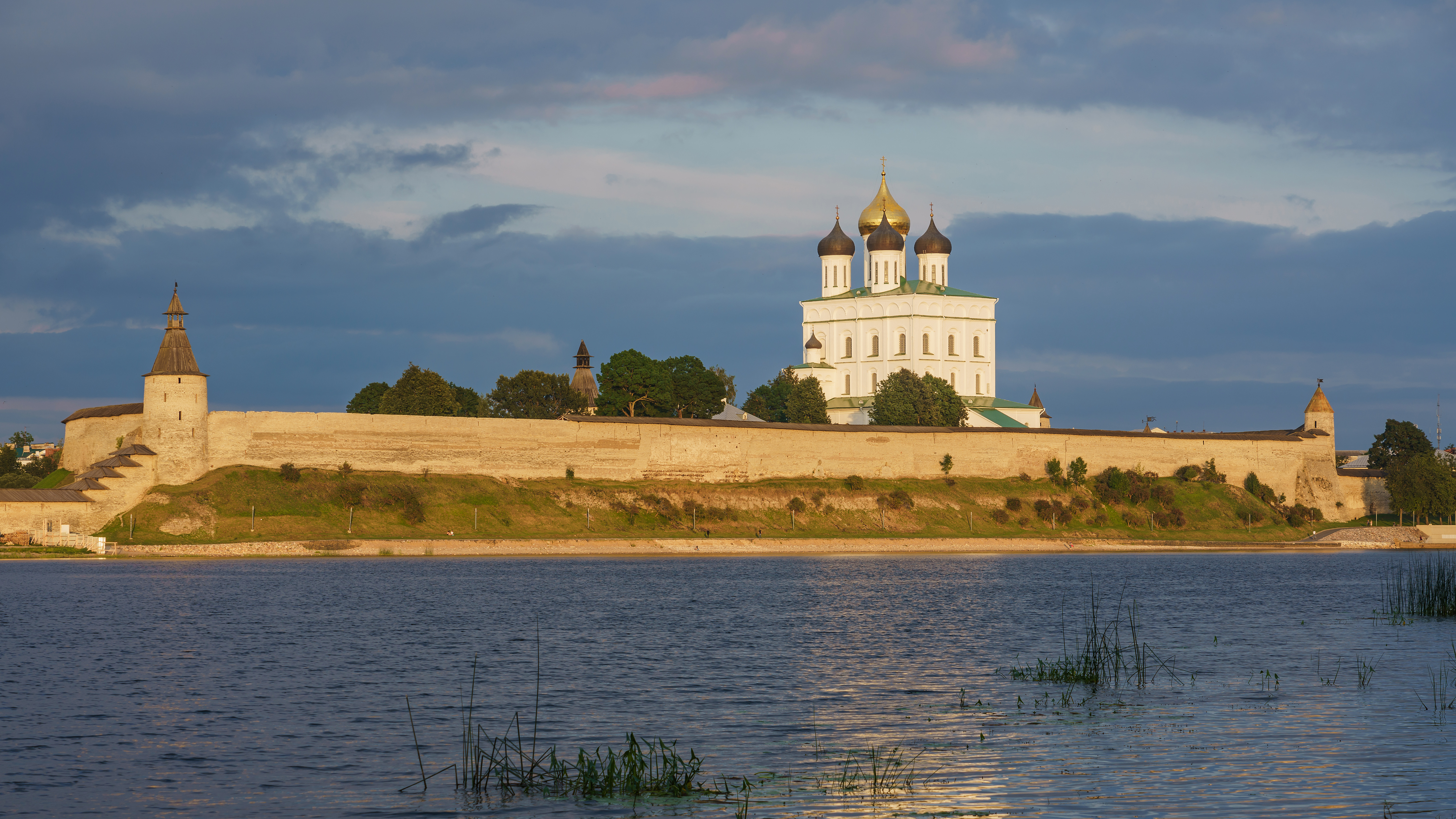
Vista desde el río Velíkaya
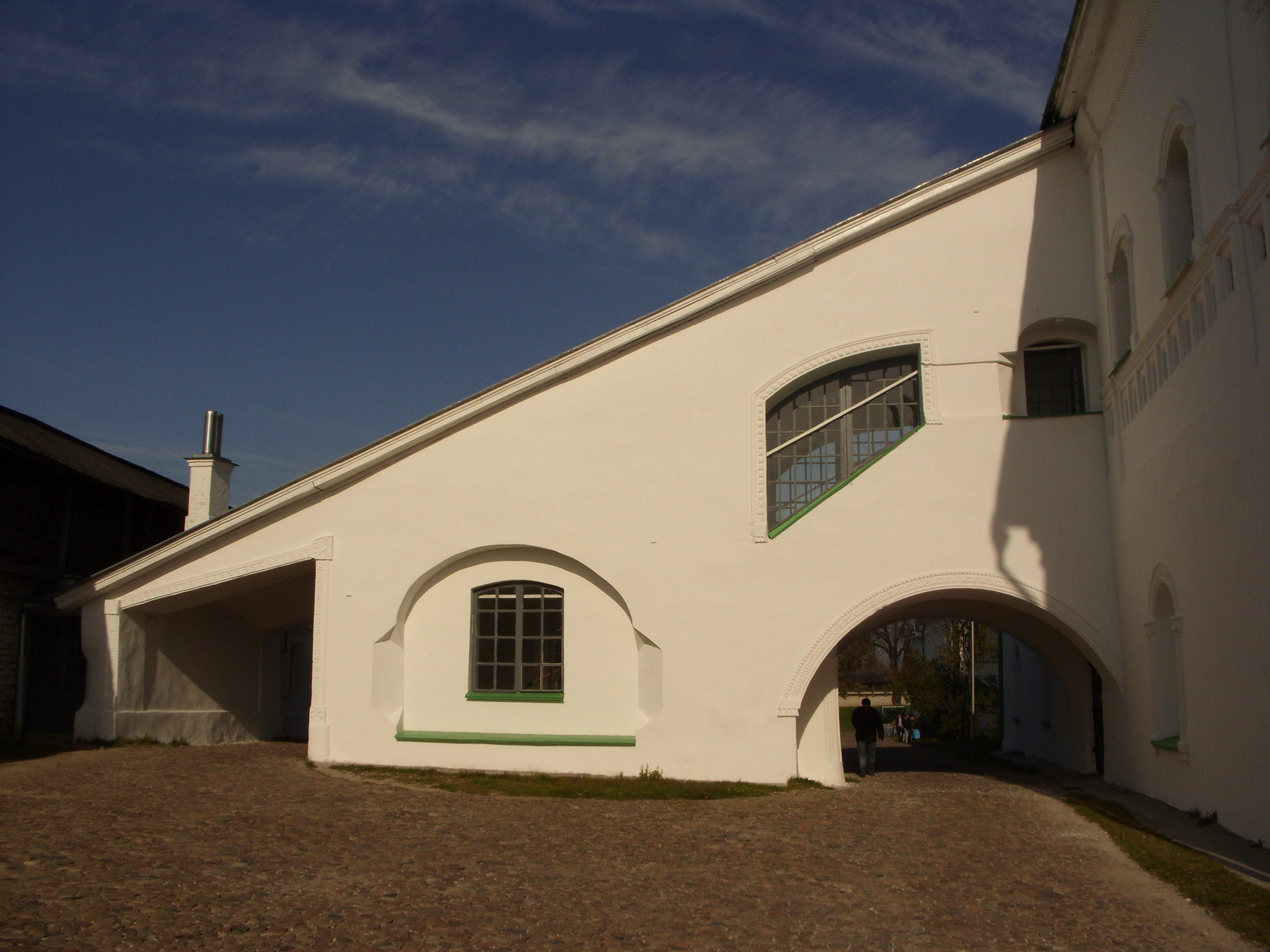
Porche
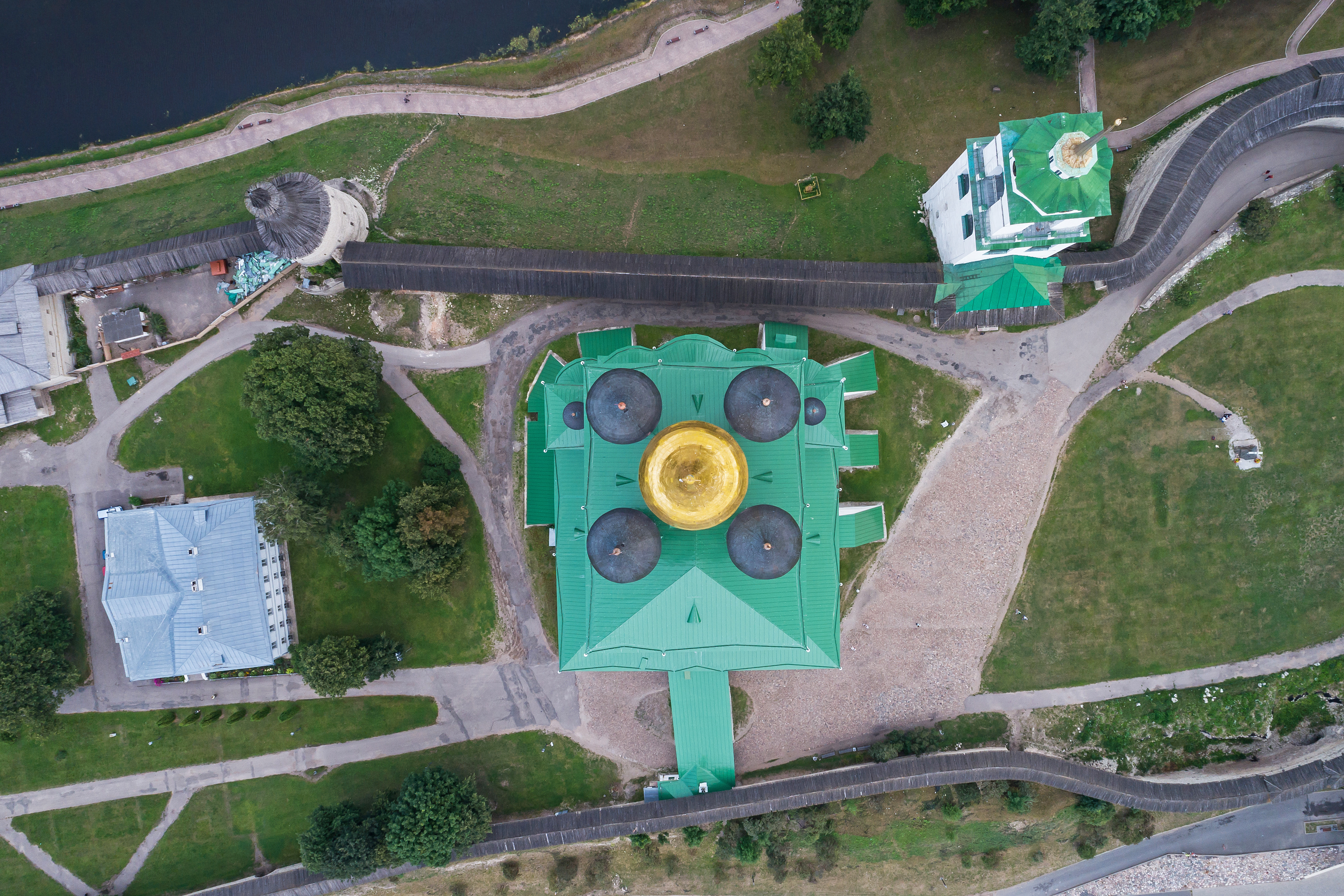
Vista aérea cenital
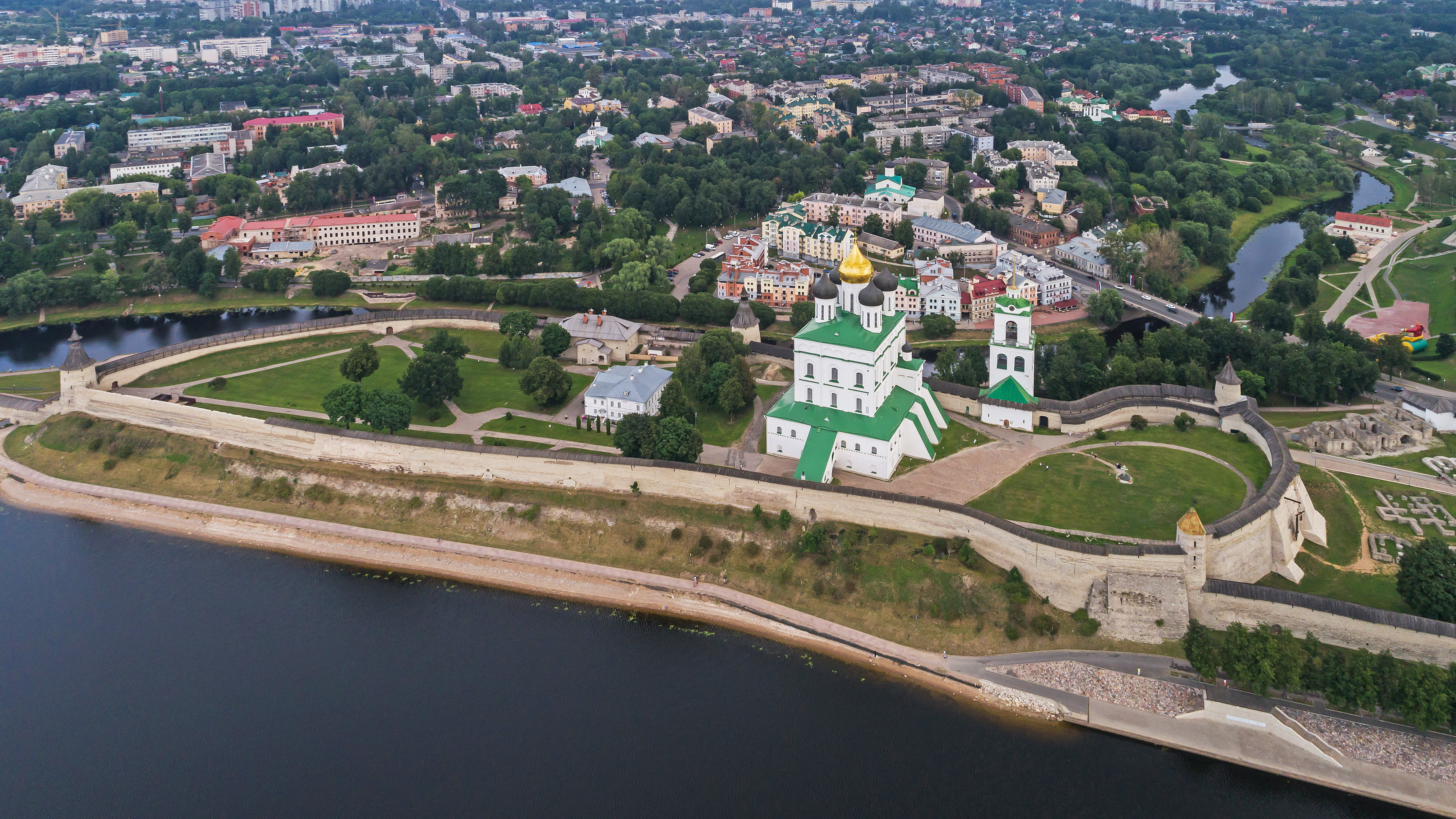
Vista aérea del conjunto